# Радио дни
„Радио дни“ (на английски: Radio Days) e носталгична филмова комедия написана и режисирана от Уди Алън, която излиза на екран през 1987 година. Лентата е представена извън конкурсната програма на кинофестивала в Кан през 1987 година. Филмът донася поредната номинация за награда „Оскар“ за Алън в категория „най-добър оригинален сценарий“. Списание Empire включва Радио дни в класацията си „500 най-велики филма за всички времена“.

## Сюжет
Произведението представлява обръщане към времето на т.нар. „златна епоха на радиото“ от 1930-те, 1940-те и 1950-те години, когато то е водеща домашна медия и средство за развлечение. Същевременно филмът е и биографично представяне на порядките от тези дни през погледа на семейството на малкия Уди Алън. Режисьорът споделя, че в голямата си част събитията, случките и героите са действителни и максимално близки до спомените му от детството.

## В ролите
| Актьор       | Роля                  |
| ------------ | --------------------- |
| Уди Алън     | разказвачът           |
| Мия Фароу    | Сали Уайт             |
| Даян Уийст   | Беа (лелята)          |
| Майкъл Тъкър | бащата                |
| Джули Кавнър | майката               |
| Сет Грийн    | Джо (малкия Уди Алън) |
| Джош Мостел  | чичо Ейб              |
| Дани Айело   | Роко                  |
| Джеф Даниълс | Биф Бакстър           |
| Уилям Мейси  | радио актьор          |

## Награди и Номинации
Награди на Американската Филмова Академия „Оскар“
- Номинация за най-добър оригинален сценарий за Уди Алън

Награди БАФТА
- Награда за най-добър дизайн на костюмите за Джефри Кърланд
- Номинация за най-добър филм
- Номинация за най-добър оригинален сценарий за Уди Алън
- Номинация за най-добра поддържаща актриса за Даян Уийст
- Номинация за най-добро озвучаване